# 8156 Цукада
8156 Цукада (8156 Tsukada) — астероїд головного поясу, відкритий 13 жовтня 1988 року.
Тіссеранів параметр щодо Юпітера — 3,359.
Названо на честь Цукади (яп. つかだ(塚田) цукада).